# 마쓰카제 무라사메

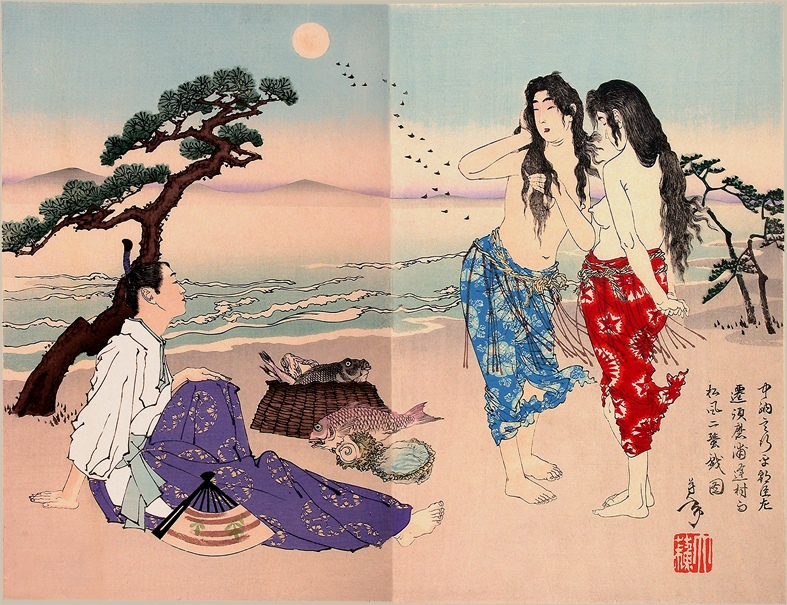
「주나곤 유키히라노 아손, 스마의 우라로 좌천되어 무라사메, 마쓰카제 두 해녀를 만나 희롱하는 그림」 쓰키오카 요시토시 그림

마쓰카제・무라사메(일본어: 松風・村雨 まつかぜ・むらさめ[*])는 헤이안 시대에 스마에서 살고 있던 전설 상의 자매이다. 언니가 마쓰카제, 동생이 무라사메이다.

## 유래
고향인 스마에서 전해지는 전설에 따르면 자매는 오오이하타케 촌장의 딸들로, 본래 이름은 "모시호(もしほ)", "고후지(こふじ)"였다. 스마에 소금을 만들려고 바닷물을 길러 갔다가, 천황의 꾸지람을 받고 스마에 유배온 아리와라노 유키히라와 만나, "마쓰카제", "무라사메"라는 이름을 받고 유키히라와 사랑했다. 후에 유키히라는 용서를 받고 수도에 돌아가면서 소나무에 기념품으로 에보시와 가리기누를 걸어놓고 남겼다. 또 『고킨와카슈』에 있는 「立ち別れ　いなばの山の　峰に生ふる　まつとし聞かば　いま帰り来む」 (권 제8, 이별 아리와라노 유키히라)의 노래도, 이별하던 시기에 지은것으로 여겨진다. 마쓰카제・무라사메 자매는 비구니가 되어 유키히라의 옛집에 암자를 지어, 그를 그리워하였다고 한다.
스마에 유배된 유키히라가 해녀와 노래를 나누는 짧은 설화는 『센쥬쇼』 (13세기 중엽 성립)에 나타나지만 해녀의 이름은 기록되지 않았고 자매도 아니다. 유키히라가 마음먹게 하는 상대를, 무명의 해녀로 대신해서 마쓰카제・무라사메로 한 요곡 『마쓰카제』 (무로마치 시대 성립)은 『센쥬쇼』에 덧붙혀 헤이안 시대에 성립해 흩어진 이야기 『아마토(あま人)』나 『겐지모노가타리』의 영향을 받아 성립되었다고 생각할 수 있다.
요곡 『마쓰카제』 이후, 마쓰카제・무라사메의 슬픈 사랑이야기는 널리 알려지게 되어, 조루리나 가부키, 근대에는 영화 등에도 도입되었다. 스마에는 의괘송과 마쓰카제무라사메당 등 이들의 전승에 기초한 유적이 여러 개 있으며, 스마구 내에는 무라사메정, 마쓰카제정, 유키히라정, 기누카케정이라 이름 붙여진 지명도 있다.

## 파생작품
- 요곡 『마쓰카제』 칸아미・세아미 作, 무로마치 시대
- 오토기조시 『마쓰카제무라사메』 무로마치 시대
- 조루리 『마쓰카데무라사메속대감』 지카마쓰 몬자에몬作 1690년대
- 조루리 『유키히라소나레마쓰』 1738년
- 영화 『마쓰카제 무라사메』 닛카츠 제작, 1914년
- 영화 『마쓰카제 무라사메』 제국키네마연예 제작, 감독 마쓰모토 에이치. 1925년
- 영화 『마쓰카제 무라사메 에도편』 대중문예영화사 제작, 감독 고토 타이산. 1932년